# Slalomvärldsmästerskapen i kanotsport 1955
Slalomvärldsmästerskapen i kanotsport 1955 anordnades i Tacen, Jugoslavien. 

## Medaljsummering

### Medaljtabell
| Pl.    | Nation          | Guld | Silver | Brons | Totalt |
| ------ | --------------- | ---- | ------ | ----- | ------ |
| 1      | Tjeckoslovakien | 4    | 1      | 4     | 9      |
| 2      | Västtyskland    | 3    | 1      | 0     | 4      |
| 3      | Östtyskland     | 1    | 4      | 2     | 7      |
| 4      | Frankrike       | 1    | 1      | 0     | 2      |
| 5      | Österrike       | 0    | 1      | 1     | 2      |
| 5      | Schweiz         | 0    | 1      | 1     | 2      |
| 7      | Jugoslavien     | 0    | 0      | 1     | 1      |
| Totalt | Totalt          | 9    | 9      | 9     | 27     |

### Herrar
| Gren         | Guld | Poäng | Silver | Poäng | Brons | Poäng |
| C-1          | Vladimír Jirásek (TCH)                                                                                    | 244,0 | Luděk Beneš (TCH)                                                                                         | 262,0 | Karl-Heinz Wozniak (GDR)                                                                                     | 284,5 |
| C-1 lag      | Tjeckoslovakien Vladimír Jirásek Jiří Hradil Luděk Beneš                                                  | 362,0 | Östtyskland Karl-Heinz Wozniak Dieter Fritzsche Manfred Schubert                                          | 617,5 | Schweiz Roland Bardet Jean-Claude Tochon Robert Inhelder                                                     | 858,0 |
| C-2          | Frankrike Claude Neveu Roger Paris                                                                        | 270,9 | Östtyskland Dieter Friedrich Horst Kleinert                                                               | 272,2 | Tjeckoslovakien František Hrabě Jiří Kotana                                                                  | 285,3 |
| C-2 lag      | Tjeckoslovakien František Hrabě & Jiří Kotana Vladimír Lánský & Josef Hendrych Rudolf Flégr & Milan Řehoř | 409,7 | Östtyskland Dieter Friedrich & Horst Kleinert Dieter Göthe & Helmut Weise Franz Brendel & Günter Grosswig | 515,8 | Österrike Wolfram Steinwendtner & Bruno Kerbl Harry Jarosch & Eduard Haider Alfred Falkner & Richard Schauer | 718,9 |
| Falt K-1     | Sigi Holzbauer (FRG)                                                                                      | 223,5 | Miloslav Duffek (SUI)                                                                                     | 231,2 | Jože Ilija (YUG)                                                                                             | 243,0 |
| Falt K-1 lag | Västtyskland Manfred Vogt Sigi Holzbauer Alois Würfmannsdobler                                            | 326,6 | Österrike Robert Fabian Rudolf Klepp Eduard Radelspöck                                                    | 395,0 | Tjeckoslovakien Dimitrij Skolil Vladimír Cibák Zdeněk Matějovský                                             | 402,2 |

### Mixed
| Gren | Guld                                      | Poäng | Silver                                | Poäng | Brons                                            | Poäng |
| C-2  | Tjeckoslovakien Dana Martanová Jiří Pecka | 396,1 | Frankrike Simone Gavinet René Gavinet | 461,1 | Tjeckoslovakien Jarmila Pacherová Miroslav Čihák | 505,0 |

### Damer
| Gren         | Guld                                                | Poäng | Silver                                                        | Poäng | Brons                                                         | Poäng |
| Falt K-1     | Rosemarie Biesinger (FRG)                           | 350,5 | Karin Tietze (GDR)                                            | 353,4 | Eva Setzkorn (GDR)                                            | 373,0 |
| Falt K-1 lag | Östtyskland Eva Setzkorn Elfriede Hugo Karin Tietze | 574,0 | Västtyskland Rosemarie Biesinger Anni Reifinger Hanni Schulte | 696,1 | Tjeckoslovakien Jaroslava Havlová Květa Havlová Renata Knýová |       |